# Laosmiddle

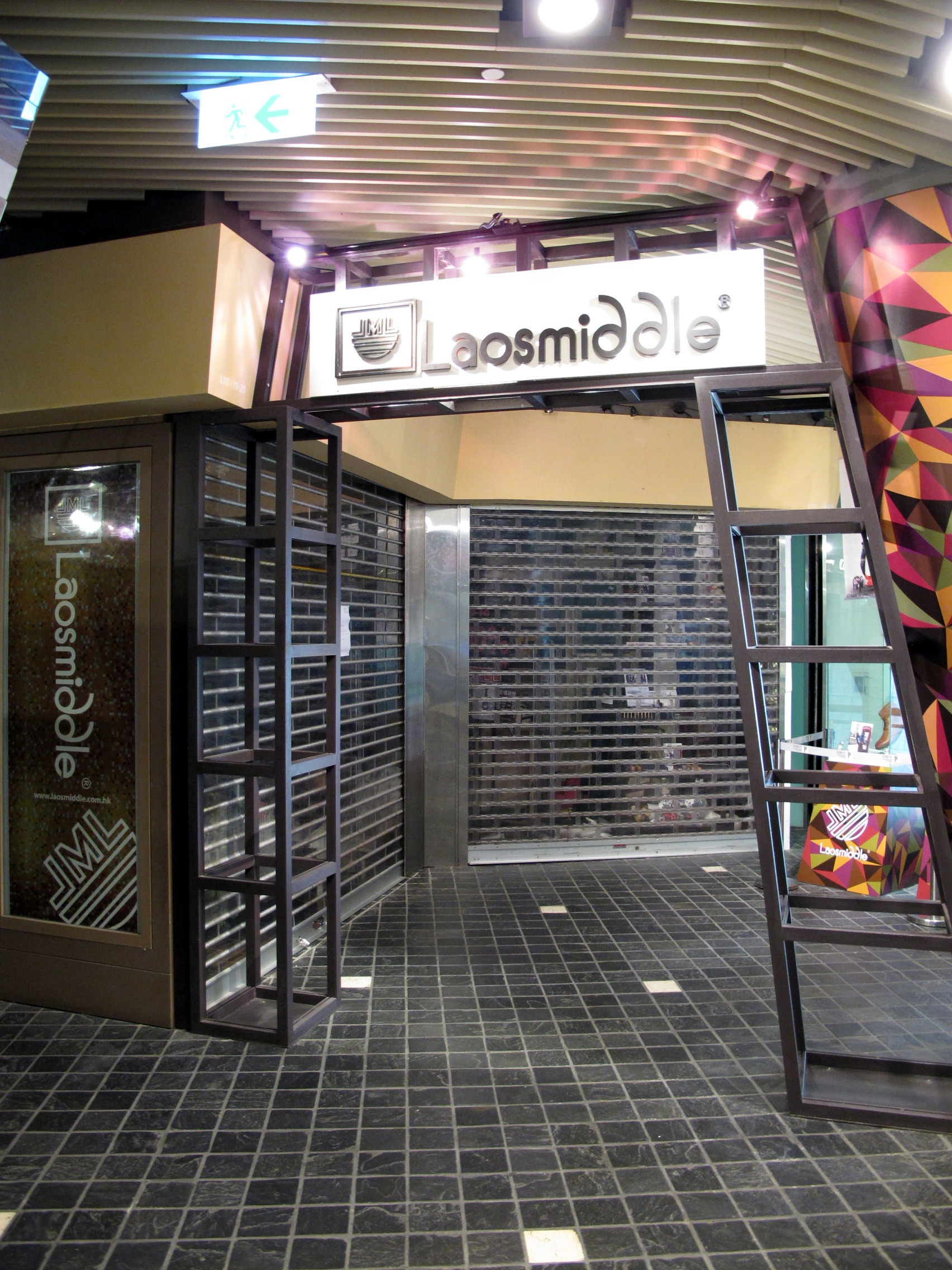
Laosmiddle位於朗豪坊分店，門口張貼通告

Laosmiddle是一間香港已結業的本地潮流服飾品牌，在1997年創立。主要銷售給香港青年顧客，它們主要銷售不同類型的背包、側袋、斜袋、運動袋等。結業前有8間專門店，7間於香港及1間於廣州。曾與Hello Kitty﹑華納等crossover推出產品。該品牌已於2013年年中已經消失，其facebook 專頁最後更新日期為同年5月。

## 結業前分店地址
香港島

- 康怡廣場吉之島

九龍

- 旺角亞皆老街8號朗豪坊
- 旺角山東街61號百祥大廈
- 鑽石山龍蟠街3號荷里活廣場

新界

- 元朗青山公路249-251號元朗元朗廣場
- 新界將軍澳常寧街2號厚德商場
- 大嶼山香港國際機場翔天廊
- 新界屯門時代廣場

廣州

- 廣州越秀區中山五路五月花商業廣場